# Bluebird (Wings)
Bluebird è un brano dei Wings, pubblicato sul loro album Band on the Run del 1973.

## Il brano

### Composizione e registrazione
Il brano venne scritto in una vacanza in Giamaica, così come Picasso's Last Words (Drink to Me) dello stesso album. Il testo riprende i temi di emancipazione personale già esplorati da Paul McCartney sulla canzone Blackbird del 1968. L'autore usa il volo di un uccello come metafora del potere dell'amore, che può liberare una persona dai limiti fisici e psicologici. Per le liriche, Bluebird è un brano più personale rispetto al predecessore, anche perché contiene riferimenti agli aiuti dati dalla moglie Linda Eastman al momento dello scioglimento dei Beatles.
La registrazione del pezzo iniziò a Lagos, in Nigeria, nell'agosto 1973, e si concluse negli AIR Studios di George Martin a Londra. Nel brano suona Remi Kebaka, un nigeriano che lavorava nella capitale inglese. McCartney ha sottolineato che fosse divertente la partecipazione di turnisti africani, senza considerare l'orchestra. Inoltre, nella canzone suona Howie Casey, un sassofonista membro della band liverpooliana Derry and the Seniors, conosciuta dai Beatles nei giorni del Cavern Club; il gruppo fu il primo di Liverpool ad andare ad Amburgo.

### Pubblicazione ed accoglienza
Bluebird venne pubblicata come terza traccia di Band on the Run del 1973. Inoltre, nel gennaio 1974 venne inclusa, come b-side, nel singolo Mrs Vandebilt, pubblicato in Australia ed in Europa continentale. I Wings eseguirono il brano dal vivo nei loro concerti del 1975 e del 1976; una versione live è stata inclusa sull'album Wings over America del '76. Anche in quest'album appare Casey, come parte della sezione di ottoni. La traccia è stata inclusa anche sulla compilation Wingspan: Hits and History del 2001, sul secondo disco. Nella ristampa di Band on the Run per il venticinquesimo anniversario, Bluebird appare più volte nel secondo disco, bonus: come quinta traccia c'è una versione del pezzo registrata dal vivo in Australia nel 1975 e come sesta il sottofondo musicale, unita ad un dialogo di McCartney. Il critico Donald A. Guarisco di AllMusic ha lodato il pezzo. Il brano è citato da David Bowie nella canzone Lazarus, una delle ultime e più dolorose canzoni scritte dall'artista, pensando alla possibilità di essere un giorno veramente liberi ("just like that bluebird").

## Formazione
- Paul McCartney: voce, chitarra
- Denny Laine: cori, chitarra
- Linda McCartney: cori
- Remi Kebaka: percussioni
- Howie Casey: sassofono[1]